# Пятый океан (фильм)
«Пятый океан» — художественный фильм Исидора Анненского о лётчиках, мечтавших о мирном небе, но оказавшихся на войне.

## Сюжет
Картина рассказывает о судьбе таёжного охотника Леонтия Широкова, ставшего в предвоенные годы курсантом аэроклуба и осуществившего таким образом свою заветную мечту о небе. Однако подчинение строгой армейской дисциплине оказалось для парня совсем непростым делом. Преодолев собственный характер, он становится настоящим пилотом, способным при необходимости защитить Родину…
Живые образы главных героев завоевали сердца советских зрителей и фильм, вышедший на экраны в предвоенное время, сыграл свою роль в привлечении молодёжи в военную авиацию.

## В ролях
- Андрей Абрикосов — Леонтий Широков
- Евгения Гаркуша — Саня
- Пётр Алейников — Ковтунов
- Василий Зайчиков — начальник аэроклуба
- Алексей Максимов — комиссар аэроклуба
- Иван Новосельцев — Кириллов
- Алла Гардер — Наташа
- Анастасия Зуева — мать Наташи
- Осип Шахет — Василий Тимофеевич
- Антон Дунайский – работник тира

## Съёмочная группа
- Сценаристы: Алексей Спешнев, Александр Филимонов
- Режиссёр: Исидор Анненский
- Оператор: Владимир Окулич
- Художники: Соломон Зарицкий, Валентина Хмелёва
- Композитор: Сергей Потоцкий
- Звукооператор: Адриан Прахов

## Технические данные
- Чёрно-белый, звуковой
- Премьера: 15 ноября 1940 года (СССР)